# NGC 5866
إن جي سي 5866 (بالإنجليزية: NGC 5866)‏، هي مجرة حلزونية ومن الممكن أكثر أن تكون مجرة محدبة، وتعتبر من ألمع مجرات في تجمع مجرات M 102، تبتعد عنا حوالي 45 مليون سنة ضوئية، وتقع في برج دراكو.
من الممكن أن يعود اكتشافها إلى بيير ميشان في عام 1781 أو شارل مسييه في نفس العام والذي قد يكون اعطى اكتشافه رقم 102 والذي يسمى M 102، وبشكل مستقل عنهم أكتشفها ويليام هيرشل في عام 1788.
.